# هورستبریج، ویکتوریا

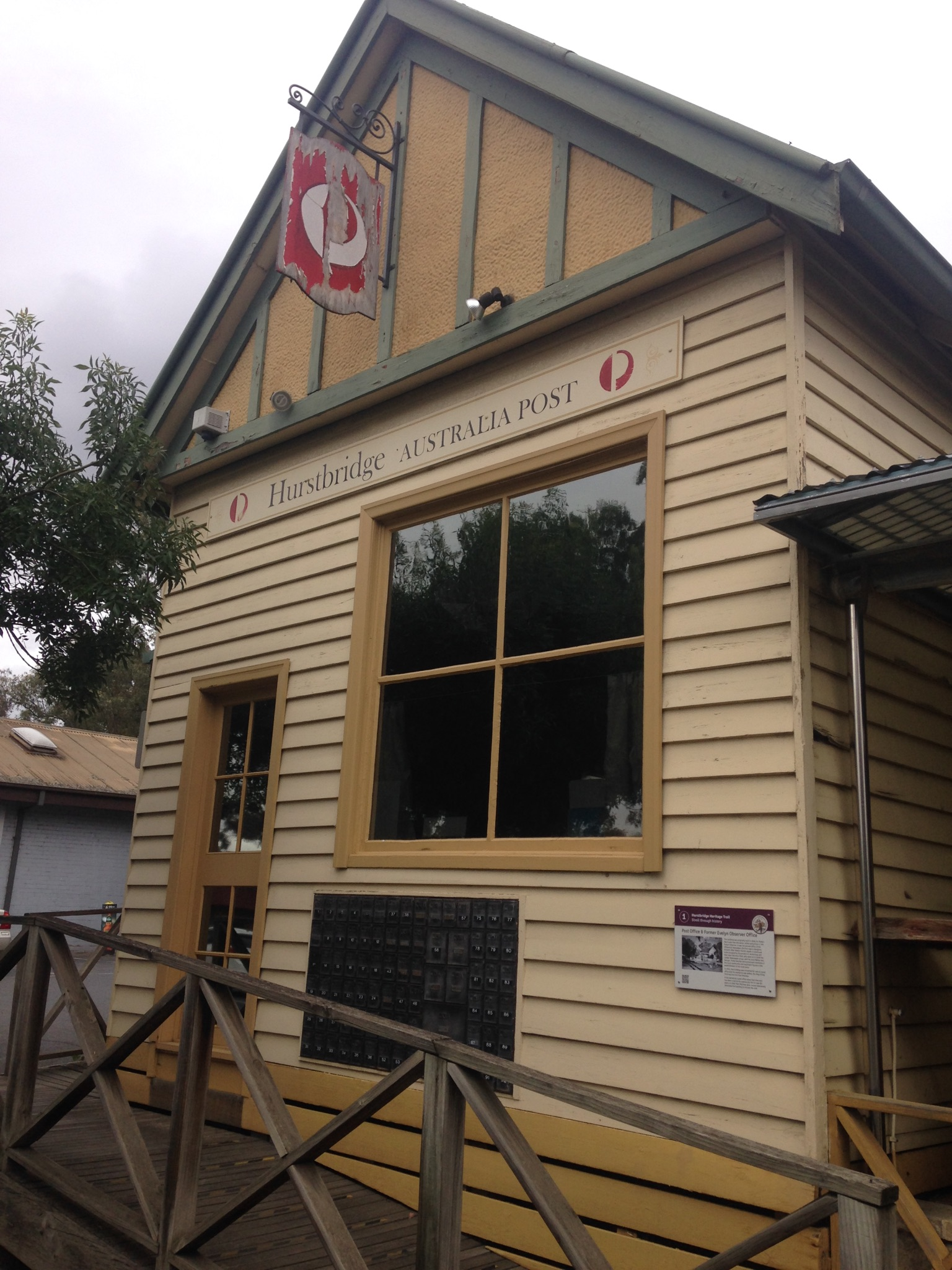
اداره پست در هورستبریج، ویکتوریا (واقع در استرالیا)

هورستبریج (به انگلیسی: Hurstbridge) یک منطقهٔ مسکونی در استرالیا است که در ویکتوریا (استرالیا) واقع شده‌است.